# Sommer i Tyrol (film fra 1964)
 For alternative betydninger, se Sommer i Tyrol. (Se også artikler, som begynder med Sommer i Tyrol)
Sommer i Tyrol er en dansk musikalsk filmkomedie fra 1964 instrueret af Erik Balling. Filmen er baseret på operetten Im weißen Rößl af Ralph Benatzky og Erik Charell (1930) med en lang række populære danske skuespillere. Filmen havde et efter danske forhold stort budget, og filmens udendørsscener er indspillet i de østrigske alper. Den store satsning bar frugt, idet filmen blev en af 1960'ernes helt store danske filmsuccesser.

## Handling
Den foregår på alpehotellet "Den hvide hest" ved Wolfgangsee. Hotellets indehaver er Josepha Maria Gabriela Vogelhuber (Susse Wold). Overtjeneren Leopold Ulrich Joachim Brandmeyer (Dirch Passer) er forelsket i Josepha, men kan på grund af ansættelsesforholdet ikke følge sin passion.
Den elegante fabrikant Sigismund Sülzheimer (Ove Sprogøe), som Josepha er forelsket i, er stamgæst. Han er noget af en kvindebedårer ("Man kan jo ikke gøre for at man har charme"). Josepha tror, at de roser, hun får hver dag, er fra Sigismund, men de er fra Leopold. Imidlertid ankommer også fabrikanten Julius Müller (Karl Stegger) og hans datter Klara/Klärchen (Lone Hertz), der får det værelse, som Sigismund ellers bor i. Da de to fabrikanter er bitre konkurrenter på herreundertøjsmarkedet, giver det problemer, som først løses, da Sigismund ser den smukke Klärchen.
En række forviklinger forværrer situationen for Leopold, der bliver fyret. Han trasker nedtrykt til landsbyen, hvor han opdager, at kejser Franz Joseph (Peter Malberg) er på vej, og at han vil bo på "Den hvide hest". Han vender tilbage for at fortælle det, hvorpå Josepha må trygle ham om at blive genansat, hvilket lykkes. Kejseren fortæller Josepha, at han for mange år siden var forelsket i hendes mormor, og han giver hende et godt råd, der åbner hendes øjne. Samtidig går det op for hende, at Sigismund er forelsket i Klärchen, og hun ser med nye øjne på Leopold. Denne misforstår endnu en gang situationen og gør klar til at rejse igen. Han beder om at få skrevet i sin skudsmålsbog, og da han læser Josephas anbefaling, finder han ud af, at det er et frieri.

## Baggrund/produktion
Filmen var en stor økonomisk satsning: Nordisk Film gik sammen med Merry Film om at lave en populær film. Til det krævedes en god instruktør, og Erik Balling havde for længst slået sit navn fast. Dernæst skulle man bruge en god historie, der gerne havde et lidt eksotisk præg. Den østrigske operette Im weißen Rößl levede op til begge dele, ikke mindst da de danske manuskriptforfattere tilførte en række komiske indslag. Samtidigt fik man musikken, som i en række andre folkelige danske film fra årene som Frk. Nitouche og Landmandsliv. Musikken blev arrangeret af to store kapaciteter, Ib Glindemann og Bent Fabricius-Bjerre.
Endelig skulle man bruge en række folkekære skuespillere, og Dirch Passer var selvskreven.
For at give autenticitet blev de udendørs scener indspillet i Salzkammergut ved Salzburg (som ikke er i Tyrol) i Østrig. Bygningen, der anvendes som Hotel Den hvide hest i den danske film, har i mange år fejlagtigt været udråbt som Gasthof Mitteregg, Oberwinkel 78, lidt øst for Salzburg. 
Men det er det hotel, det tekniske personale boede på under optagelserne. Huset, der gjorde det ud for "Den hvide hest", ligger nogle kilometer herfra, Gänsbrunnstraße 9. Den lille by, der i filmen ligger tæt ved "Den hvide hest", er St. Gilgen ved Wolfgangsee omkring 20 km øst for Salzburg.
Operetten er indspillet i talrige udgaver: også en argentinsk udgave i 1948 og to tyske/østrigske fra 1952 og 1960.

## Medvirkende
- Dirch Passer – Leopold, overtjener
- Susse Wold – Josepha, hotelvært
- Ove Sprogøe – Sigismund Sülzheimer, fabrikant
- Karl Stegger – Julius Müller, fabrikant
- Lone Hertz – Klärchen Müller, Julius datter
- Peter Malberg – kejser Franz Joseph
- Jan Priiskorn Schmidt – Micki, ungtjener/piccolo
- Paul Hagen – Schmidt, fotograf
- Elith Foss – borgmester i landsbyen
- Gyda Hansen – Lenerl, servitrice
- Ole Monty – rejsefører, Thomas Cook

## Modtagelse
Filmen blev en stor publikumssucces, der gik i premierebiografen Saga i København i tre måneder.

## Musik
Filmen indeholdt en lang række sange, der blev populære som følge af filmen, med tekster af Mogens Dam. Musikken til filmen er arrangeret af Bent Fabricius-Bjerre og Ib Glindemann.
Musik i filmen
1. "Ja-ja-ja, nu kommer jeg" (Passer)
— opr. "Aber meine Herrschaften, Nur hübsch gemütlich" (komp. Benatzky)
2. "I sommersol ved Den Hvide Hest" (Wold)
— opr. "Im weißen Rößl am Wolfgangsee" (komp. Benatzky)
3. "Mit hjerte slår i valsetakt" (nynnes af kor)
— opr. "Mein Liebeslied muss ein Walzer sein" (komp. Stolz)
4. "Man kan vel ikke gøre for at man har charme" (Sprogøe og Hertz)
— opr. "Was kann der Sigismund dafür, dass er so schön ist?" (komp. Gilbert)
5. "Det er det skønneste jeg ved" (Passer og Wold)
— opr. "Es muss was wunderbares sein" (komp. Benatzky)
6. "Nej, hel're vælger jeg maj" (Sprogøe og Hertz)
— opr. "Und als der Herrgott Mai gemacht" (komp. Benatzky)
7. "Så blå, så blå er himlen kun" (Sprogøe, Hertz, Passer og Wold)
— opr. "Die ganze Welt ist himmelblau" (komp. Stolz)
8. "Rigdom har jeg ej" (Passer)
— opr. "Zuschau’n kann i net" (komp. Granichstaedten)
9. "Hvor skal kejseren bo" (Foss med kendte operasolister)
10. "Livet er nu engang så" (Malberg og Wold)
— opr. "’S ist einmal im Leben so" (komp. Benatzky)
11. "I Salzkammergut" (spilles af blæserorkesteret "Alpinia Salzburger")
— opr. "Im Salzkammergut, da kann man gut lustig sein" (komp. Benatzky)

Udover disse, bruges brudstykker af andre musikstykker, såsom "Københavns jernbanedampgalop" af H.C. Lumbye, "Tiro Liro Lei" (tyrolervals, spillet på harmonika) og "Kaiser-Walzer" af Johann Strauss II.

## Eksterne Henvisninger
- Sommer i Tyrol på Internet Movie Database (engelsk)
- Sommer i Tyrol på Filmdatabasen
- Sommer i Tyrol på danskefilm.dk
- Sommer i Tyrol på danskfilmogtv.dk
- Sommer i Tyrol på Scope
- Sommer i Tyrol i Svensk Filmdatabas (svensk)
- Sommer i Tyrol på MovieMeter (nederlandsk)
- Sommer i Tyrol på AllMovie (engelsk)
- Sommer i Tyrol på The Movie Database (engelsk)